# Riu Martín
El riu Martín és un riu afluent del riu Ebre pel seu marge dret. Discorre per les províncies de Terol i Saragossa (Aragó, Espanya).
Neix a l'oest de la Serra de San Just, en el terme municipal de Martín del Río (comarca de Cuencas Mineras), en confluir els rius de la Rambla, de Las Parras i Vivel.
En el seu primer tram, el Martín banya la depressió de Montalbán, per travessar després la serra que se situa al nord d'aquesta població, formant un profund congost al llarg de més de vint quilòmetres.
En aquesta estreta vall s'assenten les localitats de Peñarroyas, Obón i Alcaine. La vall desemboca en l'embassament de Cueva Foradada —construït en el 1926—, que aprofita el congost obert a la serra dels Moros, dintre del terme d'Oliete.
A partir d'aquí, el curs del riu discorre en direcció nord-est fins a la seva confluència amb l'Ebre.
La vall s'obre al llarg dels següents quilòmetres, només per a encaixar-se novament en arribar a la Serra d'Arcos, última serra que el riu ha de salvar.
El seu últim tram, en els materials terciaris de la Depressió de l'Ebre, coincideixen amb una vall de fons pla emplenat parcialment per dipòsits al·luvials.
Finalment desemboca a l'Ebre a Escatrón (Saragossa), després de 98 km de recorregut per la geografia aragonesa.
En el curs mitjà del Martín, entre Montalbán i Albalate del Arzobispo, està emplaçat el Parc Cultural del Riu Martín.
Les pintures rupestres constitueixen el principal llaç d'unió, si bé el parc alberga diversos jaciments paleontològics i arqueològics.
Creat el 1995, té una extensió aproximada de 160 km².
El conjunt rupestre va ser declarat Patrimoni de la Humanitat per la UNESCO el 1998.